# Municipio Chimoré
Das Municipio Chimoré ist ein Verwaltungsbezirk im Departamento Cochabamba im südamerikanischen Anden-Staat Bolivien.

## Lage im Nahraum
Das Municipio Chimoré ist eines von sechs Municipios der Provinz Carrasco. Es grenzt im Nordwesten an die Provinz Chapare, im Südwesten an die Provinz Tiraque, im Süden an das Municipio Totora, im Südosten an das Municipio Puerto Villarroel und im Osten an das Departamento Santa Cruz.
Der zentrale Ort des Municipios ist Chimoré mit 6219 Einwohnern (Volkszählung 2012) im südlichen Teil des Municipios.

## Geographie
Das Municipio Chimoré liegt im bolivianischen Tiefland am Nordrand der Cordillera Oriental. Das Klima ist tropisch mit einem ausgeprägten Tageszeitenklima, bei dem die Temperaturschwankungen im Tagesverlauf stärker ausfallen als im Jahresverlauf.
Die jährliche Durchschnittstemperatur im langjährigen Mittel liegt bei knapp 27 °C (siehe Klimadiagramm Villa Tunari), die Monatstemperaturen liegen zwischen gut 23 °C im Juli und knapp 29 °C im Dezember und Januar. Der Jahresniederschlag mit 2.300 mm weist eine deutliche Regenzeit von Oktober bis April auf, mit Monatsniederschlägen zwischen 160 und 380 mm.

## Bevölkerung
Die Einwohnerzahl des Municipios ist zwischen 1992 und 2024 auf mehr als das Dreifache angestiegen:
| Jahr | Einwohner | Quelle       |
| ---- | --------- | ------------ |
| 1992 | 8.472     | Volkszählung |
| 2001 | 15.264    | Volkszählung |
| 2012 | 21.897    | Volkszählung |
| 2024 | 27.374    | Volkszählung |

Die Bevölkerungsdichte des Municipios bei der letzten Volkszählung von 2024 betrug 10,2 Einwohner/km², der Anteil der städtischen Bevölkerung war 28,4 Prozent, die Lebenserwartung der Neugeborenen im Jahr 2001 lag bei 57,8 Jahren.
Der Alphabetisierungsgrad bei den über 19-Jährigen beträgt 83,4 Prozent, und zwar 91,0 Prozent bei Männern und 70,8 Prozent bei Frauen (2001).

## Politik
Ergebnis der Regionalwahlen (concejales del municipio) vom 4. April 2010:
| Wahlberechtigte |  | Stimmen | gültig |  | MAS-IPSP |
| --------------- |  | ------- | ------ |  | -------- |
| 10.211          |  | 8.526   | 6.576  |  | 6.576    |
|                 |  | 83,5 %  | 77,1 % |  | 100,0 %  |

Ergebnis der Regionalwahlen (elecciones de autoridades políticas) vom 7. März 2021:
| Wahl- berechtigte |  | Wahl- beteiligung | gültige Stimmen |  | MAS-IPSP | MTS    | SÚMATE | SOMOS  | C-A    |
| ----------------- |  | ----------------- | --------------- |  | -------- | ------ | ------ | ------ | ------ |
| 16.593            |  | 14.062            | 13.053          |  | 11.720   | 593    | 395    | 92     | 63     |
|                   |  | 84,75 %           | 92,82 %         |  | 89,79 %  | 4,54 % | 3,03 % | 0,70 % | 0,48 % |

## Gliederung
Das Municipio ist nicht weiter in Kantone (cantones) untergliedert, es besteht nur aus dem Cantón Chimoré.

## Ortschaften im Municipio Chimoré
- Kanton Chimoré
  - Chimoré 6219 Einw. – Cezarzama 1161 Einw. – Senda B Nueva Canaan 1073 Einw. – Senda Tres 1041 Einw. – Senda D 825 Einw.